# Irish Open 1973
L'Irish Open 1973 è stato un torneo di tennis giocato sull'erba. Il torneo ha fatto parte del Women's International Grand Prix 1973. Si è giocato a Dublino in Irlanda, dal 9 al 14 luglio 1973.

## Campionesse

### Singolare
Margaret Court ha battuto in finale  Virginia Wade con il punteggio di 6–2, 6–4

### Doppio
Margaret Court /  Virginia Wade hanno battuto in finale  Helen Gourlay Cawley /  Karen Krantzcke 8–6, 3–6, 6–4